# Йоганн-Готфрід Гердер
Йога́нн-Гот́фрід Ге́рдер (нім. Johann Gottfried Herder; 25 серпня 1744, Морунген, Східна Пруссія — 18 грудня 1803, Веймар) — німецький філософ, фольклорист, письменник і мислитель, один з визначних представників німецького Просвітництва.

## Біографія
Після закінчення теологічного факультету Кенігсберзького університету в 1764—1769 роках був пастором в Ризі. У 1770—1771 роках в Страсбурзі зблизився з молодим Гете. З 1771 року придворний проповідник в Бюккебурзі, з 1776 року — у Веймарі. Згодом стає одним із натхненників руху «штурмерів» і відмовляється від раціоналістичної програми Просвітництва, проголошеної Лессінгом і Мендельсоном, підкреслюючи натомість важливу роль чуттєвости в житті людини.
Його твір «Ідеї до філософії історії людства» (ч. 1-4, 1784—1791, скорочений рос. пер. 1829) пройнятий ідеєю своєрідності різних епох людської історії, прагненням зрозуміти їх, як щось органічно виростає на певному національному ґрунті і в специфічному переплетенні природних умов і культурних традицій. Вищим принципом розвитку людства Гердер вважав здійснення гуманності, тобто розуму і справедливості («Листи про заохочення гуманності», 1794—1797). Бачачи в гуманності відмітний принцип людини, спочатку властивий йому і характеризує його природу, Гердер розглядає в зв'язку з цим положення людини в органічному світі як «першого вільновідпущеника природи», що має двояке походження — природне і духовне; з точки зору цих ідей Гердер малює широку картину розвитку людства від стародавності (Китай, Індія та інші країни Древнього Сходу) до 14 століття.
У роботах «Про новітню німецьку літературу. Фрагменти» (1766—1768), «Критичні ліси» (1769) Гердер розглядає літературний процес в залежності від історичного та духовного розвитку кожного народу. У роботах «Дослідження про походження мови» (вид. 1772, рос. Пер. 1909), «Шекспір» і «Уривок з листування щодо Оссіани й пісні стародавніх народів» (опубліковано у збірнику «Про німецький характер та мистецтво», 1773, вид. спільно з Гете) Гердер створює теорію народної поезії, що стала літературним маніфестом «Бурі і натиску». У збірнику «Народні пісні» (1778—1779; 2 изд. «Голоси народів у піснях», 1807) Гердер включив народні пісні всього світу, розташувавши їх тематично, щоб довести рівність народів в їх поетичному самовираженні. У роботі «Про вплив поетичного мистецтва на звичаї народів у старі та нові часи» (1781) Гердер висунув теорію генія, творчість якого завжди самобутньо. Підготувавши своїм вченням рух романтизму, Гердер у 1790-ті роки виступав, однак, проти характерною для романтизму ідеалізації середньовіччя. В останні роки життя Гердер з позицій емпіризму різко полемізував з теорією пізнання і естетикою Іммануїла Канта «критичного періоду» («Метакритика критики чистого розуму», 1799; «Каллігона», ч. 1-3, 1800).
Досліджуючи фольклор, Гердер був, власне, першим німецьким фольклористом і вважав, що кожна нація має свою літературну традицію, яка пов'язується з міфологією. Він обстоював діалектичну ідею становлення та розвитку світу, як органічного цілого. Історію людського суспільства розумів, як продовження історії природи. Неабияку наукову цінність становлять мовознавчі дослідження Гердера «Дослідження про походження мови», 1772 р.(«Abhandlund uber den Ursprung der Sprache») та історична чотиритомна праця «Ідеї до філософії історії людства», 1784—1791 рр («Ideen zur Philosophie der Geschichte der Menschheit»).
У Росії творчістю Гердера захоплювалися в гуртку Миколи Михайловича Карамзіна; частково це пояснюється тим, що Гердер приділяв значну увагу вивченню культури слов'янських країн, зокрема фольклору слов'янських народів.

## Гердер та Україна
Оригінальна просвітницька програма була окреслена Гердером у «Щоденнику моєї подорожі в 1769 році» («Journal meiner Reise im Jahre 1769»). У цій праці Ґотфрід Гердер пророкував Україні велике майбутнє:
Праці Гердера справили велике враження на ймовірного автора «Історії Русів» — Андріана Чепу, про що свідчить його лист до Василя Полетики: «Одно из лучших моих занятий есть мысли о безсмертии души, о будущей жизни… Некоторые сочинения о сей материи читаю и утверждаю себя в той надежде, что я не умру, но жив буду и повем дела Господня. Более всех мне по душе доказательства Гердерна, из натуры почерпнутыя.». Я. М. Маркович конспектував Гердера, готуючись до написання другої частини праці «Записки о Малороссии, ее жителях и произведениях»
Філософсько-історичні ідеї Гердера зіграли видатну роль у становленні принципів історизму, надавши вплив на німецький романтизм і філософію історії Гегеля. Сенсуалістично-емпіричний характер антропології Гердера отримав розвиток у Людвіга Фейєрбаха.